# Трейнор, Бобби
Ро́бин «Бо́бби» Тре́йнор (англ. Robin „Bobby“ Trainor, род. 25 апреля 1934, Castledawson) — североирландский футболист, игравший на позиции нападающего. Участник чемпионата мира 1958 года в составе сборной Северной Ирландии.

## Футбольная карьера
Трейнор, в юности выступавший на позиции левого вингера, начинал свою карьеру в «Балликлер Комрадс», после чего присоединился к клубу чемпионата Северной Ирландии «Колрейн». В следующем сезоне он стал основным правым вингером команды. Бобби пять раз сыграл за любительскую сборную Северной Ирландии и забил в общей сложности три гола с января 1958 года по февраль 1959 года. Самым ярким моментом его карьеры стала победа в финале Золотого кубка против «Гленторана» со счётом 1:0 в ноябре 1958 года. В конечном итоге Трейнор был вызван в сборную Северной Ирландии на чемпионат мира 1958 года в Швеции. Однако в итоге он не поехал на турнир и так и не сыграл за сборную в последующие годы.
Сезон 1959/1960 Трейнор провёл в Англии в первом дивизионе Южной лиги за клуб «Корби Таун», после чего завершил свою карьеру на родине в Северной Ирландии, выступая за «Гленторан», «Дерри Сити» и «Лимавади Юнайтед». Последним клубом в карьере футболиста, как сообщается, был «Гарвинстаун». В начале 2020-х годов Трейнор умер, хотя ни год его смерти (считается, что это был период между 2020 и 2022 годами), ни место смерти неизвестны.

## Достижения
- Золотой кубок[англ.]: 1958/1959